# Kirviller
Kirviller település Franciaországban, Moselle megyében. Lakosainak száma 140 fő (2022. január 1.). Kirviller Le Val-de-Guéblange, Hazembourg, Honskirch, Sarralbe és Hinsingen községekkel határos.

## Népesség
A település népességének változása:
| Lakosok száma | 157  | 114  | 107  | 129  | 150  | 146  | 141  | 139  | 139  | 140  |
|               | 1968 | 1982 | 1990 | 2006 | 2013 | 2015 | 2017 | 2019 | 2020 | 2022 |